# ラグビーリーグイギリス代表
ラグビーリーグイギリス代表（ラグビーリーグイギリスだいひょう、英: Great Britain national rugby league team）は、ラグビーリーグにおいてグレートブリテンおよびアイルランドを代表するチームである。ラグビー・フットボール・リーグ（RFL）によって統括される。愛称はライオンズ（The Lions）。
20世紀の大半、イギリス代表は海外へ遠征を行い、海外からの遠征チームと対戦し、ラグビーリーグ・ワールドカップへ参加した。ワールドカップでは1954年、1960年、1972年の3度の優勝を果たした。
1995年大会以後、RFLはワールドカップに個別のホーム・ネイションズ代表チームを派遣してきたが、イギリス代表のテストマッチは継続した。オーストラリアとはジ・アッシーズ（the Ashes）、ニュージーランドとはバスカヴィル・シールドを争い、オーストラリアおよびニュージーランドとはトライネイションズシリーズでも対戦した。イギリスはフランス、パプアニューギニア、フィジーともテストシリーズおよび遠征で対戦した。
2006年、RFLは2007年のオールゴールズによる遠征後はイギリス代表はもはや定期的に試合を行わず、イギリス代表選手らはテストレベルにおいてイングランド、ウェールズ、スコットランドを代表することになる、と発表した。イギリス代表はラグビーユニオンにおけるブリティッシュ・アンド・アイリッシュ・ライオンズと同様に、将来的に時折遠征を行うことが計画された。
2019年、イギリス代表はグレートブリテン・ライオンズとして南半球への遠征を行った。

## 結果

### ワールドカップ
| ワールドカップの記録 | ワールドカップの記録 | ワールドカップの記録 | ワールドカップの記録 | ワールドカップの記録 | ワールドカップの記録 | ワールドカップの記録 | ワールドカップの記録 | ワールドカップの記録 |
| 年                   | ラウンド             | 順位                 | Pld                  |                      |                      |                      |                      |                      |
| -------------------- | -------------------- | -------------------- | -------------------- | -------------------- | -------------------- | -------------------- | -------------------- | -------------------- |
| 1954                 | 優勝                 | 1位（4チーム中）     | 4                    |                      |                      |                      |                      |                      |
| 1957                 | League Table         | 2位（4チーム中）     | 3                    |                      |                      |                      |                      |                      |
| 1960                 | 優勝                 | 1位（4チーム中）     | 3                    |                      |                      |                      |                      |                      |
| 1968                 | League Table         | 3位（4チーム中）     | 3                    |                      |                      |                      |                      |                      |
| 1970                 | 決勝                 | 2位（4チーム中）     | 4                    |                      |                      |                      |                      |                      |
| 1972                 | 優勝                 | 1位（4チーム中）     | 4                    |                      |                      |                      |                      |                      |
| 1975                 | 不参加               | 不参加               | 不参加               | 不参加               | 不参加               | 不参加               | 不参加               | 不参加               |
| 1977                 | 決勝                 | 2位（4チーム中）     | 4                    |                      |                      |                      |                      |                      |
| 1985-88              | League Table         | 3位（5チーム中）     | 4                    |                      |                      |                      |                      |                      |
| 1989-92              | 決勝                 | 2位（5チーム中）     | 5                    |                      |                      |                      |                      |                      |
| 1995                 | 不参加               | 不参加               | 不参加               | 不参加               | 不参加               | 不参加               | 不参加               | 不参加               |

- 1995年以降はイギリスとしては不参加。

### トライネイションズ
| 1999 | 3位       | 3/3 | 2  | 0 | 0  | 2 |
| 2004 | 2位       | 2/3 | 5  | 3 | 0  | 2 |
| 2005 | 3位       | 3/3 | 4  | 1 | 0  | 3 |
| 2006 | 3位       | 3/3 | 4  | 1 | 0  | 3 |
| 合計 | 0タイトル | 4/4 | 15 | 5 | 10 | 0 |

## 推薦文献
- Hoole, Les (2001). Rugby League Lions: An Illustrated History of the Great Britain Rugby League Team. Breedon Books Publishing Co Ltd. ISBN 1-85983-252-0. 9781859832523